# Торц, Лешек
Лешек Торц (пол. Leszek Tórz, 12 апреля 1959, Познань, Польша — 15 июля 2018, Забже, Польша) — польский хоккеист (хоккей на траве), нападающий.

## Биография
Лешек Торц родился 12 апреля 1959 года в польском городе Познань.
В 1976 году окончил строительную школу по специальности слесаря-сантехника.
С 1970 года играл в хоккей на траве за «Варту» из Познани. В 1976—1978 годах выиграл юношеский чемпионат Польши по индорхоккею, в 1979 году — юниорский. В 1980 году стал чемпионом страны.
В 1980 году вошёл в состав сборной Польши по хоккею на траве на летних Олимпийских играх в Москве, занявшей 4-е место. Играл на позиции нападающего, провёл 6 матчей, забил 5 мячей (по два в ворота сборных Танзании и СССР, один — Кубе).
В 1978—1983 годах провёл за сборную Польши 46 матчей, забил 13 мячей. Отличался решительной и быстрой игрой.
Мастер спорта Польши (1980).
Владел собственным сантехническим центром обслуживания.
Умер 15 июля 2018 года в больнице польского города Забже.

## Семья
Отец — Мариан Торц, мать — Кристина Глесман.
Младший брат Войцех Торц (род. 1960) также играл в хоккей на траве за «Варту».
Был женат на Ренате Адамской, трое детей — Камил (род. 1984), Хуберт (род. 1986) и Малгожата (род. 1992).